# 유편친
부릉공왕 유편친(阜陵恭王 劉便親, ? ~ 159년) 또는 유편은 후한의 황족으로, 회왕의 아들이자 절왕의 형이다.

## 생애
양가 2년(133년), 발주정후(勃遒亭侯)에 봉해졌다.
건화 원년(147년), 후사를 남기지 못하고 죽은 절왕의 뒤를 이어 부릉왕이 되었다.
연희 2년(159년)에 죽으니 시호를 공이라 하였고, 작위는 아들 유통이 이었다.

## 출전
- 범엽, 《후한서》 권7 효환제기·권42 광무십왕열전

| 전임 (2년 전) 동생 부릉절왕 유대 | 후한의 부릉왕 147년 4월 ~ 159년 2월 기해일 | 후임 아들 부릉효왕 유통 |